# Cato IJmker
Catharina (Cato) IJmker (Nieuwe Pekela, 28 september 1864 – Utrecht, 25 juli 1923) was een Nederlands kunstnaaldwerkster. 
IJmker werd opgeleid aan de Rijksnormaalschool voor Teekenonderwijzers. Ze deed met de VANK mee aan de Wereldtentoonstelling van 1910 in Brussel.
IJmker woonde in Amsterdam. Ze bleef ongehuwd.